# 锡石
錫石（英語：Cassiterite）是一種含錫氧化物礦物，化學式為SnO2。它通常不透明，但薄晶體中是半透明的。其光澤和多晶面使其成為理想的寶石。錫石是古代的主要錫礦石，至今仍是錫的最重要來源。

## 產生

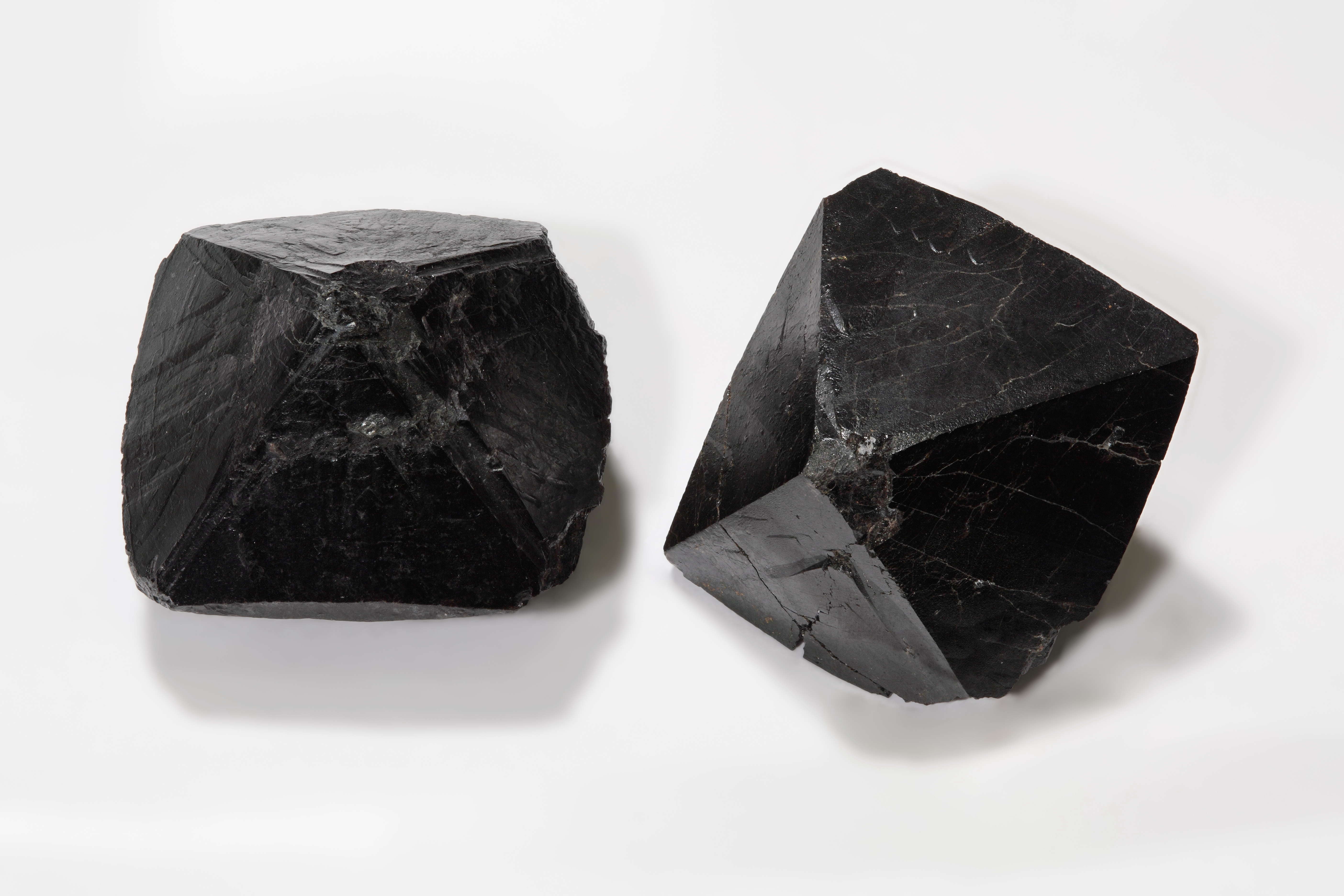
雙錐體錫石，邊緣長約30mm，來自中國四川

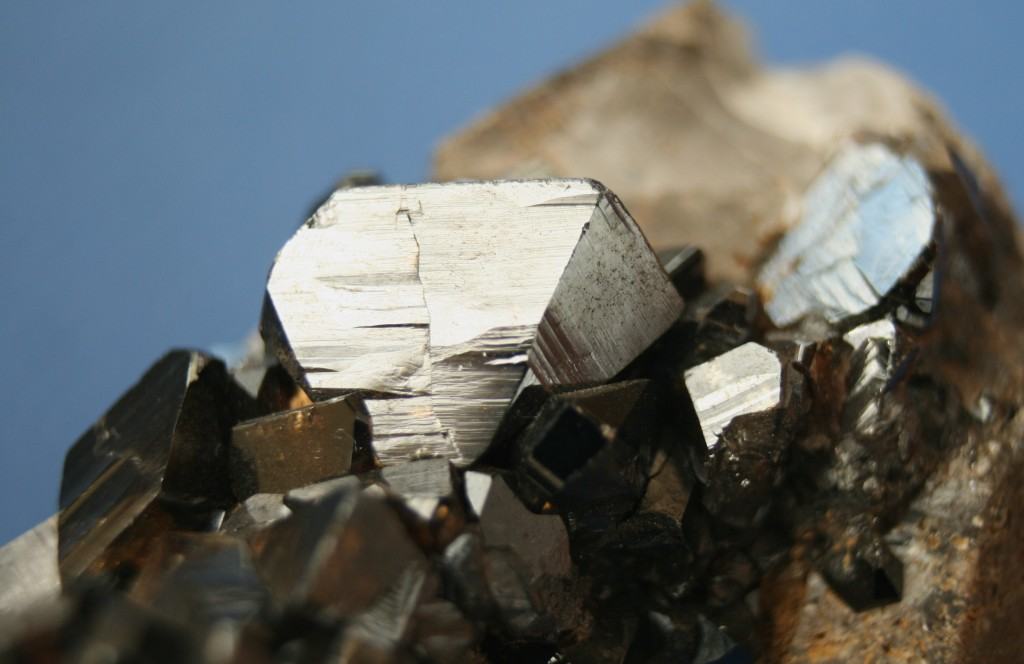
锡石晶体的特寫，来自澳大利亞塔斯馬尼亞州Blue Tier Tier Tinfield

目前大多数锡石来源是含有抗风化颗粒的冲积层或砂矿矿床中。原生锡石的最佳来源是在玻利维亚的锡矿中，錫石存在於結晶热液矿脉中。在卢旺达有新兴的锡石采矿业，争夺Walikale附近的锡石矿床是刚果民主共和国东部地区发生冲突的原因之一。這導致錫石被認為是衝突礦石。
锡石是火成岩中广泛分布的次要成分。玻利维亚矿脉和英格兰的康沃尔和德文的4500年前的矿井集中在与花岗岩侵入岩相關的高溫石英脈和偉晶岩中。通常含有电气石、黄玉、萤石、磷灰石、黑钨矿、辉钼矿和砷黃鐵礦。锡石出現在康沃尔地区Bodmin Moor的表面沉积物，當地保留有大量被称为“溪流”的水力采矿方法的痕迹。目前锡石的主要產地是马来西亚、泰国、印度尼西亚、索马里的馬希爾地区和俄罗斯的砂矿或冲积矿床。水力采矿方法常用于精選开采的锡石，依賴於锡石的高比重（約7.0）。

## 晶體學

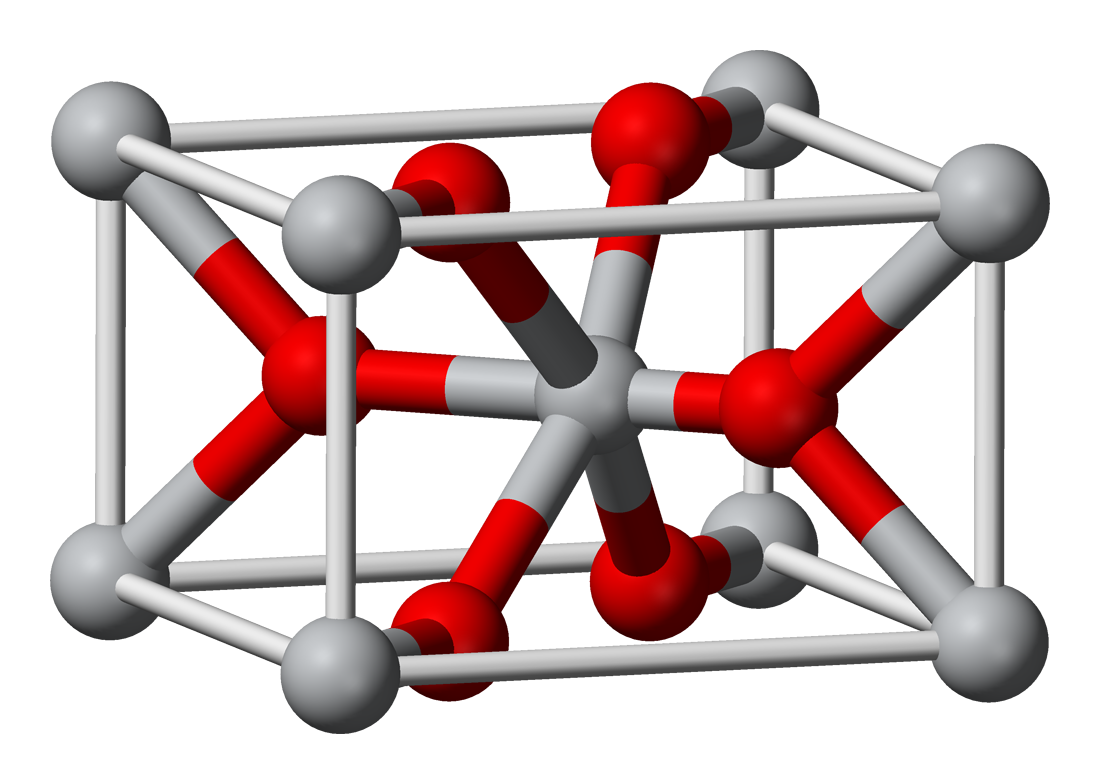
錫石的晶體結構

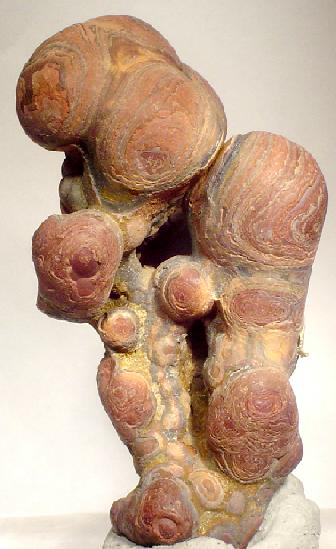
钟乳状，带状「木錫石」，来自墨西哥杜兰戈，5.0 x 4.9 x 3.3 cm

孿晶在锡石中很常見，大多數集合体标本都顯示出孪晶。典型的孪晶以接近60度的角彎曲，形成膝状孪晶。葡萄状或腎状的锡石会被稱為「木錫石」。
优质晶體的锡石還用作寶石和收藏標本。